# Михайлово (Бежецький район)
Михайлово (рос. Михайлово) — присілок в Бежецькому районі Тверської області Російської Федерації.
Населення становить 32 особи. Входить до складу муніципального утворення Васюковське сільське поселення.

## Історія
Від 2005 року входить до складу муніципального утворення Васюковське сільське поселення.

## Населення
| 2008 | 2010 |
| ---- | ---- |
| 38   | ↘32  |